# Sigurd Wallin
För konstnären, se Sigurd Wallin (konstnär)
Sigurd Wallin, född 1 januari 1882 i Floda socken i Södermanland, död 31 januari 1968, var en svensk etnolog och museiman.

## Biografi
Wallin blev 1916 ordinarie amanuens vid Nordiska museet och 1924 intendent för högreståndsavdelningen. Han ägnade sig särskilt åt de högre ståndens bostadsskick i äldre tid och gav ut flera böcker inom detta område, bland annat Nordiska museets möbler från svenska herremanshem (1–3, 1931–1935). Han redigerade också, tillsammans med Sigurd Erixon, samlingsverket Svenska kulturbilder.
Wallin blev hedersdoktor vid Uppsala universitet 1932. År 1949 blev han ledamot av Kungliga Vitterhets Historie och Antikvitets Akademien. Sigurd Wallin är begravd på Östra kyrkogården i Göteborg.

## Utmärkelser
- Riddare av Nordstjärneorden, 1936.[6]
- Riddare av första klassen av Vasaorden, 1930.[7]